# Embalse Alfonso XIII
El embalse de Alfonso XIII, también embalse del Quípar, es un embalse situado en el curso bajo del río Quípar, afluente del Segura. Se encuentra en el municipio español de Calasparra, en la Región de Murcia, a escasos kilómetros del límite entre dicho término y el de Cieza, en el angosto denominado "Los Almadenes del Quípar", y a un kilómetro escaso de la desembocadura del propio río en el Segura.
Construido en 1915, su misión primordial consiste en aportar caudales para el riego y evitar la llegada de riadas del Quípar al río Segura.

## Medio natural
Se puede observar una gran vegetación en su entorno, rodeado de árboles (principalmente pinos), al situarse en las estribaciones de la Sierra del Molino. El agua del embalse presenta un característico aspecto verdoso azulado. Está dotado de varias islas, también plagadas de vegetación. Forma parte de la ZEPA Sierra del Molino, Embalse del Quípar y Llanos del Cagitán. 

## Pesca
El embalse presenta orillas dispares y con mucha vegetación, lo que se considera como buenas características para la cría. Se trata precisamente una de las mejores zonas de pesca de barbos. Se los puede encontrar principalmente en la entrada del río puesto que van allí en busca del alimento. Sin embargo, no se puede pescar barbos en cualquier punto.